# États de Provence

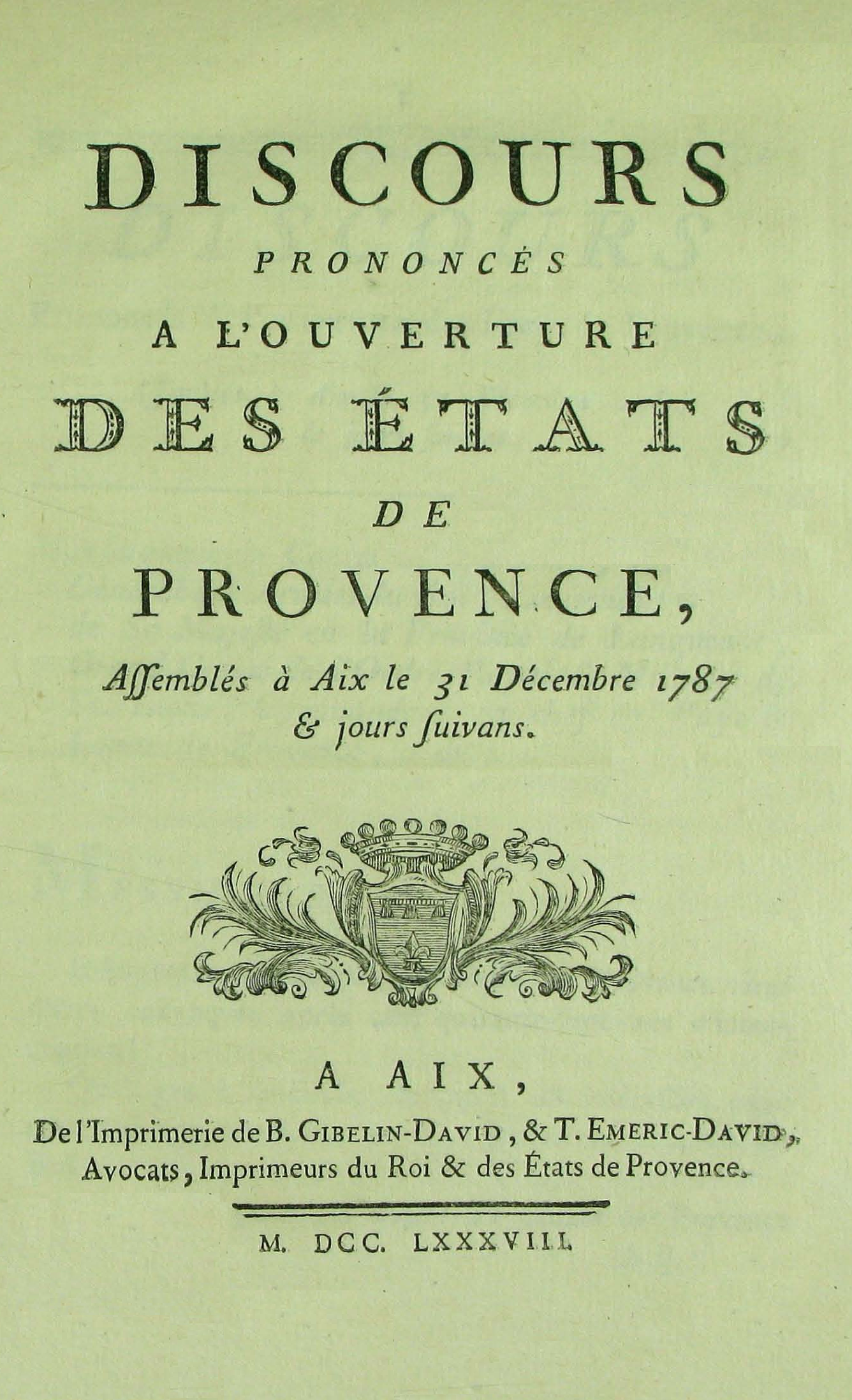
Discours d’ouverture des États de Provence de 1787-1788.

Les États de Provence étaient les États provinciaux de la Provence.

## Composition
Le clergé était représenté par :
- les deux archevêques de Provence, à savoir : celui d'Arles et celui d'Aix ;
- les onze évêques de Provence, à savoir : Apt, Fréjus, Gap, Riez, Senez, Sisteron, Marseille, Orange, Saint-Paul-Trois-Châteaux et Toulon ;
- les prévôts des chapitres ;
- les abbés des grandes abbayes ;
- des commandeurs de l'ordre de Saint-Jean de Jérusalem.

La noblesse était représentée par les principaux nobles fieffés de Provence.
Le tiers-état était représenté par les députés des vigueries et bailliages de Provence.

## Réunions

### Avant leXVIIIesiècle
D'après l'abbé de Coriolis, les premières réunions des États de Provence se sont tenues en 1146, puis en 1280. Les premières traces connues dans les Archives remontent à 1348.

### XVIIIesiècle
- 31 décembre 1787-Janvier 1788[1]
- Janvier 1789[1]

## Archives
Les archives des États de Provence sont conservées aux Archives départementales des Bouches-du-Rhône.